# Walter John Emil Kress
Walter John Emil Kress (1951) es un botánico, curador, genetista, y explorador estadounidense.

## Biografía
Recibe su educación en Illinois, y se gradúa magna cum laude en la Universidad de Harvard en 1975. Realiza una expedición botánica de dos meses recolectando plantas en Perú, y pasa a trabajar en Botánica Tropical en la Universidad Duke. Y desarrolla estudios en Costa Rica y en Panamá sobre sistemática de Heliconia, una pariente del plátano, y defiende este tema de disertación, recibiendo su PhD en Botánica en 1981, por la Universidad Duke.
Luego recorre áreas tropicales como Fiyi, Samoa, Islas Salomón, Papúa Nueva Guinea, Malasia, Indonesia, Birmania, China, Madagascar, Colombia, Ecuador, Brasil, Guayana Francesa, el Caribe, estudiando heliconias, bananas.
Ha sido director de investigaciones en Marie Selby Botanical Gardens en Sarasota, Florida, de 1984 a 1988. y luego, oposita y gana un puesto como curador y científico en el "Departamento de Botánica" del Museo Nacional de Historia Natural, Smithsonian Institution de EE. UU.; siendo catedrático de ese Departamento de 1997 a 2006.
Ha escrito más de 100 artículos científicos y de divulgación sobre botánica tropical. Presidente ejecutivo director de "Association for Tropical Biology and Conservation", y fundador de "Tropical Biology Section" de la "Botanical Society of America".
Ha sido editor y presidente de "Heliconia Society International".
Ha trabajado también con el género Zingiber
Sus focos de estudios son la filogenia de monocotiledóneas y sistemática de Heliconia, y otras Zingiberales trpicales. Y se ha concentrado en la evolución del mejoramiento y sistemas de polinización vegetal, variaciones genéticas y especiación en angiospermas tropicales, y en la conservación de ecosistemas tropicales.

## Algunas publicaciones
- w. john Kress, carlos García-Robledo, María Uriarte, david l. Erickson. 2014. DNA barcodes for ecology, evolution, and conservation. Trends in Ecology & Evolution, doi:10.1016/j.tree.2014.10.008

- peter m. Hollingsworth, laura l. Forrest, john l. Spouge, mehrdad Hajibabaei, sujeevan Ratnasingham, michelle van der Bank, mark w. Chase, robyn s. Cowan, david l. Erickson, aron j. Fazekas, sean w. Graham, karen e. James, ki-joong Kim, w. john Kress, et al. 2009. A DNA barcode for land plants. Proc. of the National Academy of Sci 106 (31): 12794-12797

- w. john Kress, d.l. Erickson. 2007. A two-locus global DNA barcode for land plants: The coding rbcL gene complements the non-coding trnH-psbA spacer region. PLoS ONE 2:e508

### Libros
- Heliconia: An Identification Guide. Ed. Smithsonian Institution Press
- Heliconias – Las Llamaradas de la Selva Colombiana. Ed. en Bogotá
- A New Century of Biology
- 2001. Essays for an Integrated Discipline. coeditado con Gary Barrett
- 2005. Plant Conservation: A recent history appraisal

- La abreviatura «W.J.Kress» se emplea para indicar a Walter John Emil Kress como autoridad en la descripción y clasificación científica de los vegetales.[2]